# Carlos Obregón Santacilia
Carlos Obregón Santacilia (* 5. November 1896 in Mexiko-Stadt; † 24. September 1961) war ein mexikanischer Architekt und gilt als einer der Pioniere der modernen mexikanischen Architektur.

## Biografie
Obregón war das siebte von zehn Kindern des Arztes Lauro Obregón und seiner Gattin María Santacilia y Juárez, der ältesten Enkelin des Präsidenten Benito Juárez. Ab 1916 studierte er an der Escuela Nacional de Bellas Artes Architektur. 1924 graduierte er mit dem Thema „Bildungszentrum“ bei Carlos Lazo, Manuel Ortiz Monasterio, Manuel Ituarte, Eduardo Macedo y Arbeu und Martínez del Cerro mit Auszeichnung.
Als Architekt plante er bis zu seiner Zurruhesetzung im Jahr 1960 rund 150 Bauwerke im In- und Ausland, darunter einige berühmte Bauten Mexiko-Stadts, unter anderem das Monument der Revolution. Unter Obregón arbeiteten auch spätere namhafte Architekten, wie zum Beispiel José Villagrán García, Enrique del Moral und Juan O’Gorman. Er war dreimal Präsident des mexikanischen Architektenverbandes und wurde auch von der brasilianischen, der chilenischen und der kubanischen Regierung ausgezeichnet.

## Werke (Auswahl)
- Mexikanischer Pavillon bei der Weltausstellung 1922, Rio de Janeiro
- Secretaría de Salubridad y Asistencia (1925)
- Monumento a la Revolución, Mexiko-Stadt (1938)[3]
- Instituto Mexicano del Seguro Social (1940)
- Guardiola-Gebäude (1941)